# شیطان کش: کیمتسو نو یائیبا - به سوی روستای شمشیرسازی
شیطان کش: کیمتسو نو یائیبا - به سوی روستای شمشیرسازی (ژاپنی: 鬼滅の刃 刀鍛冶の里編 هپبورن: Kimetsu no Yaiba: Katanakaji no Sato-hen) یک فیلم سینمایی انیمه در ژانر خیال‌پردازی تاریک اکشن به کارگردانی هاروئو سوتوزاکی است که بر اساس آرک‌های داستانی «ناحیهٔ سرگرمی» و «روستای شمشیرسازی» از سری شونن مانگا شیطان کش: کیمتسو نو یائیبا اثر کویوهارو گوتوگه به رشته تحریر درآمده است. این فیلم مستقیماً دنبالهٔ فصل دوم مجموعه تلویزیونی انیمه و همچنین دومین اقتباس سینمایی پس از قطار موگن (۲۰۲۰) به‌شمار می‌رود. فیلم‌نامه فیلم به عهده کارکنان یوفوتیبل، و تهیه‌کننده آن یوفوتیبل با همکاری انیپلکس و انتشارات شوئیشا بوده است.
این فیلم در تاریخ ۳ فوریهٔ ۲۰۲۳ توسط توهو با مشارکت انیپلکس در ژاپن به نمایش درآمد؛ و در مارس ۲۰۲۳ درسراسر جهان منتشر شد. فیلم با واکنش‌های مثبتی از سوی منتقدان همراه بود، که قصه‌گویی، انیمیشن، و صحنه‌های مبارزهٔ آن مورد تحسین قرار گرفت و ۵۶ میلیون دلار در سراسر جهان فروش کرد. دنباله‌ای تحت عنوان شیطان کش: کیمتسو نو یائیبا - به سوی تمرین هاشیرا که داستان آن بعد از وقایع فصل سوم روایت می‌شود، در ۲ فوریه ۲۰۲۴ منتشر شد.